# Blancaflor (higo)
Blancaflor es un cultivar de higuera de tipo higo común Ficus carica, bífera (con dos cosechas por temporada de brevas e higos de otoño), con higos de epidermis de color de fondo verde hierba con sobre color amarillo verdoso. Se cultiva en la colección de higueras de Montserrat Pons i Boscana en Llucmajor, Islas Baleares.

## Sinonimia
- „Flor Blanca“,[4][6][7]

## Historia
Actualmente cultiva en su colección de higueras baleares Montserrat Pons i Boscana dos cultivares de la misma variedad. Una de ellas  rescatada mediante una estaca suministrada por Pau Tomàs primer podador que hubo en el campo "son Mut Nou". El otro esqueje lo proporcionó Antoni Cañellas i Dumas de un ejemplar o higuera madre del predio "sa Torre" en el término de Santa María.
La variedad 'Blancaflor' es conocida en las Islas Baleares, tal vez con otros nombres, pero muy poco cultivada y circunscrita a árboles aislados.

## Características
La higuera 'Blancaflor' es una variedad bífera de tipo higo común. Árbol de vigorosidad mediana, con un buen desarrollo, copa redondeada de ramaje largo muy ramificado y un follaje espeso claro de tonalidad. Sus hojas son de 3 lóbulos en su mayoría, menos de 5 lóbulos y pocas de 1 lóbulo. Sus hojas con dientes presentes márgenes serrados. 'Blancaflor' tiene un desprendimiento mediano de higos, un rendimiento productivo mediano bajo y periodo de cosecha prolongado. La yema apical cónica de color verde amarillento.
Los frutos de la higuera 'Blancaflor' son higos de un tamaño de longitud x anchura:50 x 52mm, con forma piriforme casi esférica tanto en brevas como en higos, que presentan unos frutos medianos-grandes, poco uniformes en las dimensiones y bastante asimétricos puesto que en ocasiones desvían el pedúnculo hacia un lado del cuello. Frutos de unos 36,860 gramos en promedio (grandes en brevas y más pequeños en higos), de epidermis con consistencia fuerte, grosor de la piel grueso, con color de fondo verde hierba con sobre color amarillo verdoso. Ostiolo de 2 a 3 mm con escamas pequeñas blanquecinas. Pedúnculo de 2 a 3 mm cilíndrico verde oscuro. Grietas ausentes. Costillas marcadas. Con un ºBrix (grado de azúcar) de 23 dulce en brevas y en higos, con color de la pulpa rosada. Con cavidad interna ausente, con aquenios pequeños y pocos. Los frutos maduran durante un periodo de cosecha prolongado, de un inicio de maduración en las brevas el 18 de junio y de la cosecha principal de higos sobre el 28 de agosto a 2 de octubre. Rendimiento productivo mediano bajo y periodo de cosecha prolongado.
Se usa como higos frescos y secos en alimentación humana. Frescos y secos en alimentación de ganado porcino y ovino. De difícil abscisión del pedúnculo y facilidad de pelado. Resistente  al transporte y al agriado. Sensibles a la apertura del ostiolo y al desprendimiento.

## Cultivo
'Blancaflor', se utiliza como higos frescos y secos en humanos, también para alimentación de ganado porcino y ovino. Se está tratando de recuperar de ejemplares cultivados en la colección de higueras baleares de Montserrat Pons i Boscana en Llucmajor.